# Kiliaen van Rensselaer (4e patroon)
Pour les articles homonymes, voir van Rensselaer.
Ne doit pas être confondu avec Kiliaen van Rensselaer.
Kiliaen van Rensselaer, né à Amsterdam le 23 août 1657 et mort le 22 février 1687 à Watervliet, est un homme d'affaires néerlandais de la colonisation des États-Unis, quatrième patroon de Rensselaerswijck. 

## Biographie
Né à Amsterdam, il est le fils aîné de Johan van Rensselaer et de sa femme Elizabeth Van Twiller. 
À la mort de son oncle, Jeremias Van Rensselaer en 1674, il devient le patroon de Rensselaerswyck. Comme il est encore mineur, la propriété est gérée par son oncle, Nicholas Van Rensselaer. La tante du jeune Kiliaen, la veuve de Jeremias, Maria Van Rensselaer, et son frère, Stephanus Van Cortlandt ont uniquement voix consultative. 
À sa majorité, il se rend à Albany et y reçoit des papiers de naturalisation du gouvernement colonial anglais, le patronage étant devenu une seigneurie anglaise, ce qui en fait le premier seigneur de Rensselaerwyck,.
Kiliaen van Rensselaer épouse sa cousine, Anna Van Rensselaer, fille de Jeremias et de Maria Van Cortlandt mais le couple n'a pas d'enfants  . 
À sa mort en 1687, il est remplacé par son cousin et beau-frère, Kiliaen van Rensselaer, fils de Jeremias van Rensselaer. 